# Caloplaca calcitrapa
Caloplaca calcitrapa är en lavart som beskrevs av Nav.-Ros., Gaya & Cl. Roux. Caloplaca calcitrapa ingår i släktet orangelavar och familjen Teloschistaceae.   Inga underarter finns listade i Catalogue of Life.